# Yan Di
Yan Di (chiń. 炎帝, Yán Dì, dosł. Płomienny Cesarz) – jedno z najstarszych bóstw chińskich.
Nie zachowało się zbyt wiele informacji na temat Płomiennego Cesarza. Wiadomo jedynie, że był bogiem ognia, zaś Mowy królestw przedstawiają go jako brata Żółtego Cesarza. Bardzo wcześnie, już w epoce archaicznej, Yan Di zaczął być utożsamiany z Shennongiem i ostatecznie w czasach dynastii Han określenie Płomienny Cesarz stało się jedynie jednym z przydomków Shennonga.